# Templo das Ninfas
O Templo das Ninfas foi um templo na Roma Antiga dedicado para as Ninfas, evidenciado em várias fontes e geralmente identificado com os restos no que é agora a via delle Botteghe Oscure.
O templo foi fundado no século III a.C. ou no início do século II a.C. Foi danificado por um incêndio na metade do século I a.C. e provavelmente também afetado pelo incêndio em toda a cidade em 80 d.C. Esse templo estava localizado no Campo de Marte. Se ainda estivesse em uso no século IV, o templo teria sido fechado durante a perseguição aos pagãos no final do Império Romano, quando os imperadores cristãos emitiram éditos proibindo todos os cultos e santuários não cristãos.

## Descrição
A planta do templo nos é conservada em um fragmento da Forma Urbis severiana, onde é apresentada ao interior do Porticus Minucia, como um templo períptero, com oito colunas na fachada (octastilo) e duas fileiras de seis colunas cada lado. O templo se localizava em posição excêntrica em relação ao pórtico, que teve de ser erguido ao redor em um segundo momento.
Os restos da via delle Botteghe Oscure foram descobertos em 1938 e deixados visíveis ao lado da via moderna; duas das colunas foram levantadas em 1954. Os restos permitem identificar as diferentes etapas do edifício: o núcleo da obra cimenta ao interior do pódio que remonta ao século II a.C., as bases das colunas e as molduras do pódio atualmente visíveis têm sido datadas para a metade do século I a.C. e os elementos arquitetônicos em mármore, continuam conservados na área, incluindo um friso-arquitrave com instrumentos sacrificiais, da época de Domiciano, testemunha talvez de uma restauração seguindo o incêndio do ano 80.
Segundo alguns estudiosos, o templo da via delle Botteghe Oscure é o Templo dos Lares Permarinos (normalmente considerado sendo o templo da área sacra de Largo Argentina) e o quadripórtico que o circundava com a porticus Minucia vetus.

## Outras imagens

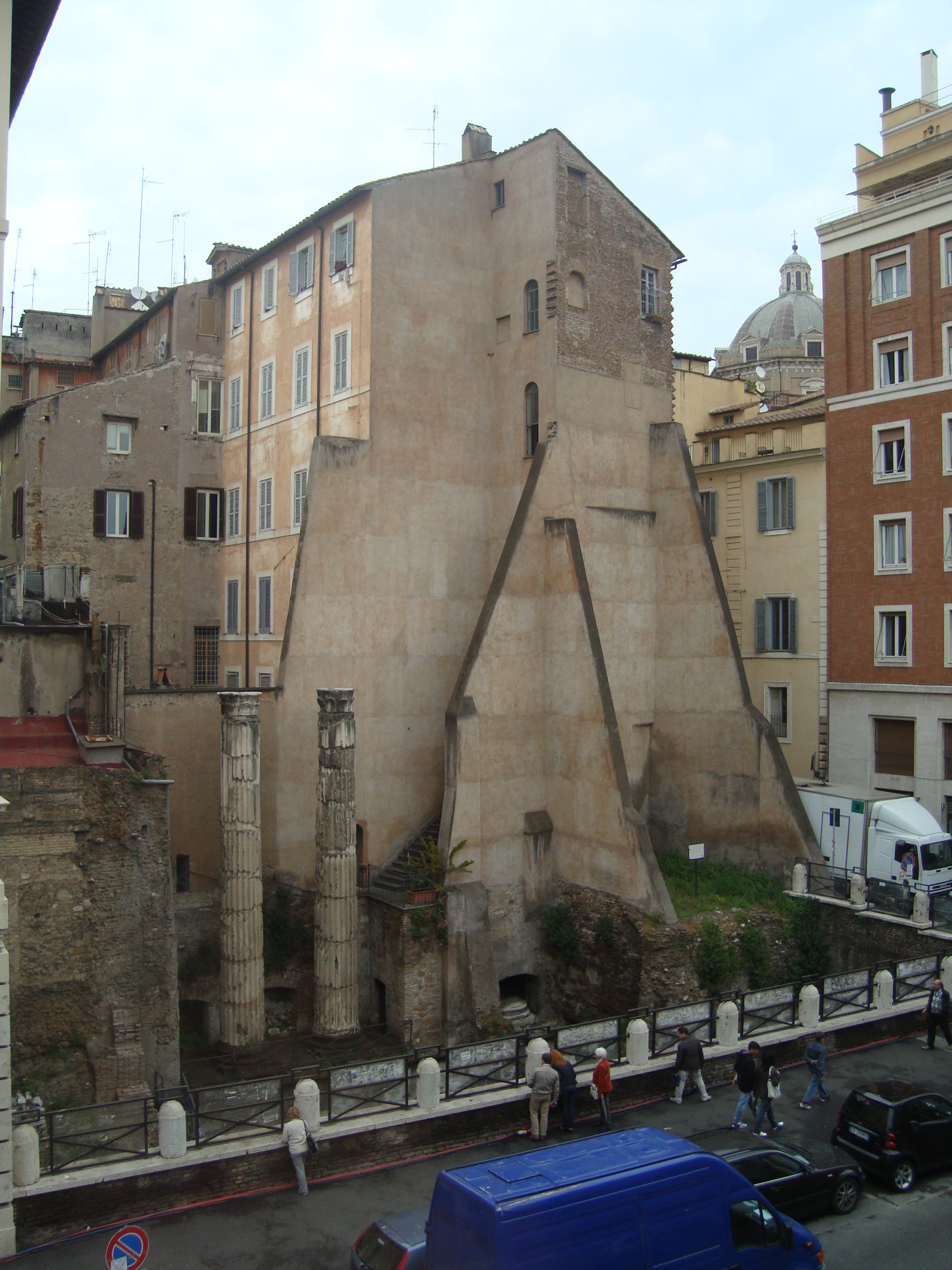
Vista
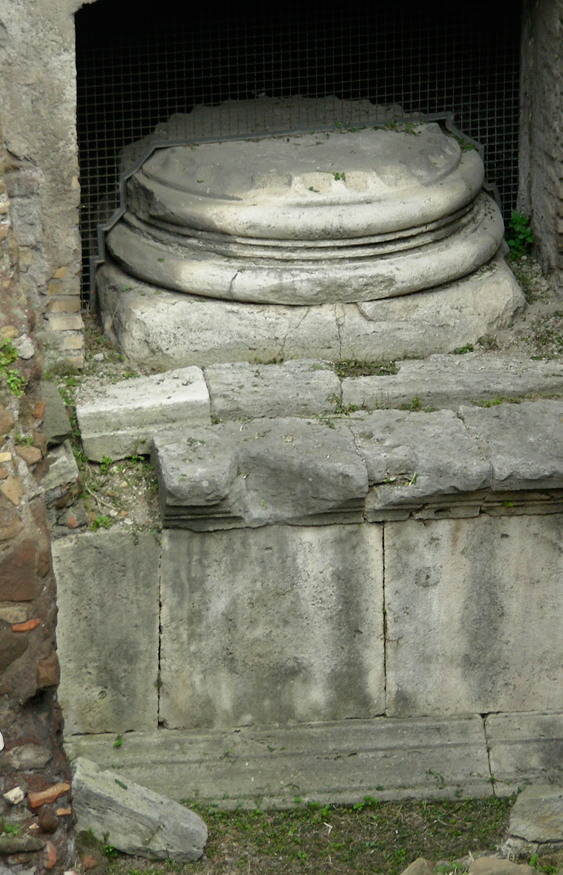
Base e revestimento moldado do pódio (século I a.C.)
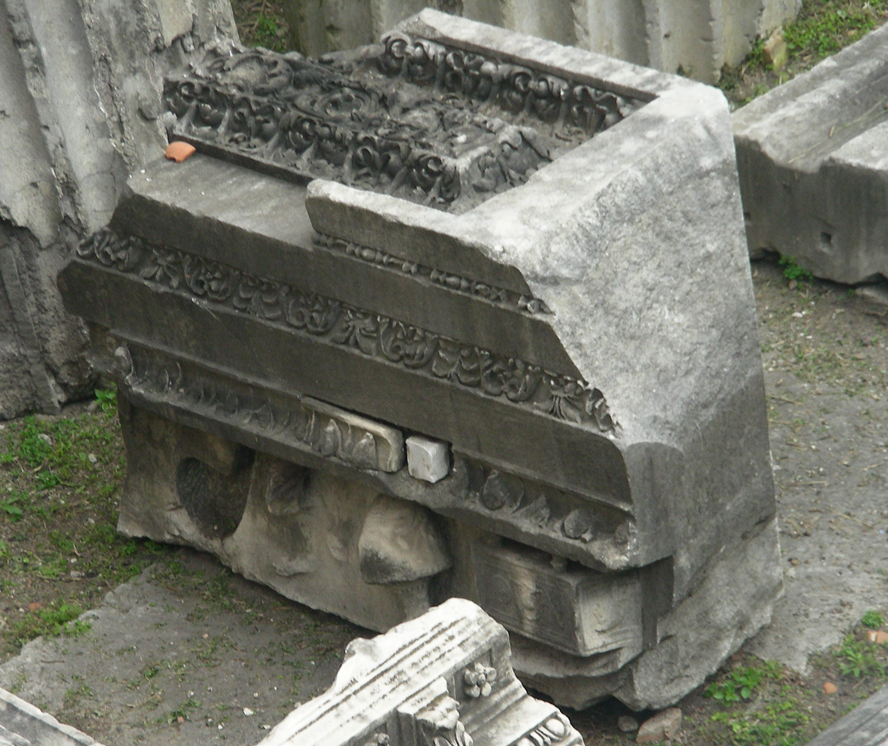
Friso de mármore com instrumentos sacrificiais (era de Domiciano)

## Localização
| Planimetria do Campo de Marte meridional |
| --- |
| Tibre Navália Circo Flamínio Teatro de Marcelo T. de DianaC T. da Piedade T. de Jano T. de Juno T. de Spes Templo de Belona Templo de Apolo Sosiano Templo de Júpiter Estator Templo de Juno Regina Pórtico de Otávia Portico de Filipo T. de Hércules Portico de Otávio Teatro de Balbo Cripta de Balbo Portico de Minúcio T. das Ninfas Diribitório T. de Juturna T. da Fortuna T. de Ferônia T. dos Lares Permarinos Cúria de Pompeu Portico de Pompeu Teatro de Pompeu Templo da Vênus Victrix Templo de Marte Santuário de Hércules Grande Vigia Templo de Castor e Pólux Ponte Fabrício Ilha Tiberina Pórtico dos Máximos T. de Netuno Pórtico dos Deuses Vila Pública Hecatostilo T. da Fortuna Equestre Anfiteatro de Estacílio Tauro (?) |